# Tommy Nilsson
Pour les articles homonymes, voir Nilsson.
Tommy Nilsson (né le 11 mars 1960) est un auteur-compositeur-interprète et comédien de doublage suédois. Partisans et détracteurs estiment qu'il est l'une des plus belles voix de Suède,.

## Carrière
Après avoir fait partie du groupe de heavy metal Horizont, il obtient un contrat avec une maison de disques française et le producteur Yves Accary. Un premier single No Way No How est un tube en France en 1981 et se vend à un million d'exemplaires. Il est suivi d'un album, écrit par Jack Robinson et David Christie qui comprend des ballades et des titres disco. Un second album pop rock, cette fois composé par Tommy Nilsson en collaboration avec Alec R. Costandinos (à l'exception du single Radio Me), sort sous le titre Tommy Nilsson en 1982. Il est enregistré à Los Angeles et à Stockholm et bénéficie de la participation de musiciens tels que Michael Landau, Michael Gary Baird, Mike Porcaro mais le succès est plus mitigé. Après avoir passé son temps à voyager entre la France et les États-Unis, l'artiste décide qu'il en a assez et retourne en Suède.
Il se fait un nom en tant que choriste et sort un album avec une nouvelle formation de Heavy Metal, Easy Action. Il participe au Swedish Metal Aid en 1985. Deux ans plus tard, il enregistre Allt som jag känner (Tout ce que je ressens) en duo avec Tone Norum, la sœur de John Norum, guitariste du groupe suédois Europe. La chanson, produite et écrite par Tim Norell, Alexander Bard (Army of Lovers) et Ola Håkansson, est un tube en Suède. Il reçoit une récompense comme meilleur artiste masculin en 1988. En 1989, entouré des mêmes producteurs, il participe à l'Eurovision avec le titre En Dag (Un jour). Le titre se classe à la quatrième place du concours, et deuxième au hit parade suédois.
Il continue à avoir du succès en Suède dans les années 1990, notamment avec ses albums Follow the road qui se classe à la onzième place et En Kvinnas Man qui est disque d'or. La chanson Öppna Din Dörr (Ouvre ta porte) est nommée meilleure chanson de l'année 1994 par le Svensktoppen (hit parade des chansons en langue suédoise). Il participe aussi à la revue Lovers and Covers au Hamburger Börs à Stockholm avec Tommy Körberg. En 1995, le compositeur norvégien Ketil Bjørnstad met en musique le Cantique des Cantiques (Salomos Høysang) et propose à Lill Lindfors et Tommy Nilsson de l'interpréter. Ils enregistrent l’œuvre, font une tournée dans les églises norvégiennes et chantent dans la cathédrale de Nidaros à Trondheim. Deux ans plus tard, il est à l'affiche d'un spectacle de cabaret au Hamburger Börs aux côtés de Mary Wilson.
En 2000, avec Jonas Olsson, il écrit la musique et les paroles du Magicien d'Oz pour le théâtre de Järvsö et joue également le rôle de l'épouvantail. L'année suivante, il joue le rôle d'un lord anglais dans la pièce Kaspar Hauser au théâtre de Malmö. Une compilation de ses succès En Samling 1981-2001 est disque de platine en Suède en 2001 et son album Tiden före Nu entre directement à la deuxième place du hit parade des ventes en 2005. En 2007, Tommy Nilsson participe à nouveau aux qualifications suédoises pour tenter de représenter la Suède à l'Eurovision. Son titre est une power ballad intitulée Jag tror på människan (J'ai foi en l'être humain). Elle ne remporte pas les présélections nationales mais est classée no 9 dans le Svensktoppen. Le 29 septembre 2007 se tient la première de la comédie musicale la Mélodie du bonheur au Göta Lejon de Stockholm dans laquelle le chanteur a le rôle de Von Trapp.
En 2010, il sort un album de Noël et fait une tournée sur ce thème, à l'instar de nombreux artistes en Suède. En 2013, il enregistre à nouveau un album en langue anglaise Stay Straight on the Current Road. On le remarque dans plusieurs émissions de télévision et il tente à nouveau sa chance au Melodifestivalen en 2016 aux côtés de Patrik Isaksson et Uno Svenningsson. La chanson n'atteint pas la finale mais les trois chanteurs partent en tournée ensemble. En février 2017 paraît l'album Samma människa qui reprend les titres chantés dans l'émission Så Mycket Bättre. L'artiste se produit également dans des petites salles et dans des églises.
En août 2017, Radio Nostalgi (Suède) l'introduit dans son Hall of Fame pour sa contribution remarquable à la chanson et à la scène suédoise. En juin 2019, il rejoint d'anciens membres d'Easy Action et participe au Sweden Rock Festival. Ils font également un concert en ligne en septembre 2020.
En mars 2020, il publie son autobiographie,Om. Le 6 novembre 2020, il sort un EP en version numérique A Magnificent Moment In Time.
Il a beaucoup collaboré avec la télévision suédoise, participé à de nombreux spectacles, fait du théâtre, donné de nombreux concerts en Suède et en Norvège et doublé des dessins animés. Il a également été invité à faire les chœurs sur les enregistrements d'une centaine d'artistes suédois.

### Vie privée
Il se marie en 1993 à l'actrice Malin Berghagen-Nilsson, fille de Lars Berghagen et de Lill-Babs avec laquelle il a deux enfants : Linn, née en 1995 et Isak, né en 2002. Ils se séparent en 2007. Le chanteur vit en couple depuis 2008 avec l'artiste Linda Olsson, ils ont un fils, Tim, né en 2012. Il a également deux autres enfants, Angelika née en 1981 et Kalle né en 1992, issus de précédentes unions.

## Discographie

### Albums
- 2017 - Samma Människa
- 2013 - Stay Straight On the Current Road
- 2010 - I År är Julen Min
- 2008 - Original Album Classics (Coffret)
- 2005 - Tiden före nu
- 1999 - Fri att vara här
- 1996 - Å så nära
- 1994 - En kvinnas man
- 1990 - Follow the Road
- 1988 - It!
- 1986 - That Makes One, avec le groupe Easy Action
- 1982 - Tommy Nilsson
- 1981 - No way No How
- 1979 - Andra Vyer, avec le groupe Horizont
- 1977 - Horizont, avec le groupe Horizont

### Singles
- 2007 - Jag tror på människan
- 2006 - Vi Brann
- 2005 - Amelia
- 2005 - Allt Ditt Hjärta Är
- 2002 - Nu Är Tid Att Leva (avec Åsa Jinder)
- 2001 - När Du Är Här
- 1999 - Här Är Jag Nu
- 1996 - Dina Färger Var Blå
- 1996 - Om Jag Är Den Du Vill Ha
- 1996 - Å Så Nära
- 1996 - Du Är För Mig
- 1996 - Så Nära
- 1996 - Din Skugga På Mitt Täcke
- 1994 - En Kvinnas Man
- 1994 - Öppna Din Dörr
- 1994 - Lämnar Du Mig
- 1994 - Marianne
- 1991 - Long Lasting Love
- 1990 - Too Many Expectations
- 1990 - Looking Through The Eyes Of A Child
- 1990 - Don't Walk Away
- 1989 - En Dag
- 1989 - Time (avec Zemya Hamilton)
- 1988 - Miss My Love
- 1988 - Maybe We're About To Fall In Love
- 1987 - Allt Som Jag Känner (avec Tone Norum)
- 1987 - My Summer With You (avec Tone Norum)
- 1981 - In The Mean Meantimes/No Way No How
- 1981 - Radio Me